# Valdas Urbonas
Valdas Urbonas (Panevėžys, 1967. november 29. –) egykori litván válogatott labdarúgó.

## Mérkőzései a litván válogatottban
| #   | Dátum               | Ellenfél       | Eredmény | Kiírás                              | Esemény |
| --- | ------------------- | -------------- | -------- | ----------------------------------- | ------- |
| 1.  | 1991. november 15.  | Észtország     | 4 – 1    | Balti-kupa (nem-hivatalos mérkőzés) | Gól     |
| 2.  | 1991. november 17.  | Lettország     | 1 – 1    | Balti-kupa (nem-hivatalos mérkőzés) | 79'     |
| 3.  | 1992. március 25.   | Lengyelország  | 0 – 2    | nem-hivatalos barátságos mérkőzés   | 46'     |
| 4.  | 1992. április 14.   | Ausztria       | 0 – 4    | barátságos mérkőzés                 | 46'     |
| 5.  | 1992. április 28.   | Észak-Írország | 2 – 2    | Vb-selejtező                        |         |
| 6.  | 1992. május 20.     | Moldova        | 1 – 1    | barátságos mérkőzés                 |         |
| 7.  | 1992. június 3.     | Albánia        | 0 – 1    | Vb-selejtező                        |         |
| 8.  | 1992. szeptember 2. | Grúzia         | 1 – 0    | barátságos mérkőzés                 | 38'     |
| 9.  | 1992. október 14.   | Szlovákia      | 0 – 1    | nem-hivatalos barátságos mérkőzés   |         |
| 10. | 1993. május 18.     | Ukrajna        | 1 – 2    | barátságos mérkőzés                 | 74'     |
| 11. | 1993. június 16.    | Írország       | 0 – 1    | Vb-selejtező                        | 68'     |
| 12. | 1993. július 3.     | Lettország     | 0 – 0    | Balti-kupa                          |         |
| 13. | 1993. július 4.     | Észtország     | 1 – 2    | Balti-kupa                          |         |
| 14. | 1993. augusztus 25. | Dánia          | 0 – 4    | Vb-selejtező                        | 69'     |

## Sikerei, díjai
Litvánia:
- Balti-kupa győztes: 1991
- Balti-kupa bronzérmes: 1993

## Statisztikái edzőként
Legutóbb frissítve: 2020. szeptember 7-én
| Litvánia       | Litván         | 2019. március 12. | jelenlegi      | 12 | 2 | 2 | 8 | 16.67 |
| Teljes karrier | Teljes karrier | Teljes karrier    | Teljes karrier | 12 | 2 | 2 | 8 | 16.67 |